# フラウンホーファー回折

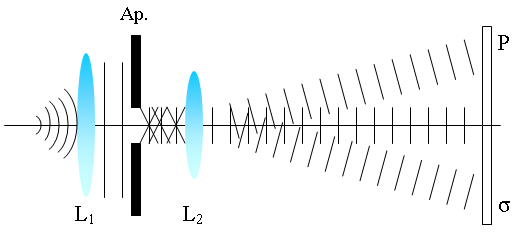

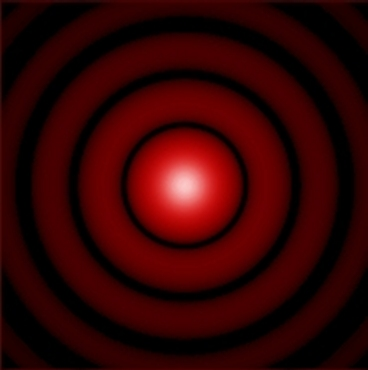
円形開口によって生じるフラウンフォーファー回折

フラウンホーファー回折（フラウンホーファーかいせつ）とは、ビームを回折する物体（開口など）から十分離れている場所で生じる回折パターンのこと。
これに対し観察点がより近い距離に位置する時はフレネル回折という。ヨゼフ・フォン・フラウンホーファーにちなんで名付けられた。

## 計算
波数 k の単色光の平面波が、開口関数 f (x, y)  で表される開口を通ったときの、距離 R 離れたスクリーン上における振幅分布 u (x′, y′)  を考える。なお、入射光として平面波を考えるのは、点光源が無限遠にあると考えるのと同じことである。
フラウンホーファー回折は、開口の中心からスクリーン上の点 (x′, y′)  までの距離 r が、十分大きいときの近似である。これは式で書けば、開口内の任意の点 (x, y)  に対し
{\displaystyle {\frac {x^{2}+y^{2}}{r\lambda }}\ll 1}
が成り立つということである。ここでλは光の波長である。このとき、開口内の点 (x, y)  からスクリーン上の点 (x′, y′)  までの距離は、 1/r の2次以上の項を無視すると
{\displaystyle {\sqrt {R^{2}+(x-x')^{2}+(y-y')^{2}}}\simeq r-{\frac {xx'+yy'}{r}}}
となる。これより、スクリーン上での電場の振幅は
{\displaystyle u(x',y')={\frac {A}{i\lambda R}}\exp(ikr)\iint f(x,y)\exp \left(-ik{\frac {xx'+yy'}{r}}\right)~\mathrm {d} x\mathrm {d} y}
となる。これがフラウンホーファー回折の式となる。
すなわち、関数 f (x, y) で表される物体によりフラウンホーファー回折を起こした波の振幅 u (x′, y′) は、関数 f (x, y) のフーリエ変換に対応する。